# 大久保勝
大久保 勝（おおくぼ まさる、1952年（昭和27年）9月22日 - ）は、日本の元政治家。埼玉県飯能市長（2期）。飯能市議会議員（3期）、名栗村議会議員（1期）を務めた。

## 来歴
埼玉県入間郡名栗村生まれ。埼玉県立飯能高等学校、大東文化大学経済学部経済学科卒業。大学卒業後、名栗村役場に入庁。2003年、名栗村議会議員に初当選。2005年1月、名栗村は飯能市に編入され、飯能市議会議員となる。同年4月、飯能市議会議員に再選。2009年4月、飯能市議会議員に3選。
2013年、飯能市長選挙に立候補を表明。同年5月、市議任期満了。同年7月、飯能市長選挙に出馬し、4選を目指す現職の沢辺瀞壱（自民・公明推薦）を破り、飯能市長に当選した。8月8日、飯能市役所に初登庁し、正式に市長に就任。
2017年7月の市長選挙に自民・公明の推薦を受け再出馬し、元市議長ら2新人を下し再選。
2021年7月の市長選挙に自民・公明の推薦を受け立候補するも、元市議の新井重治に敗れ、落選。

## 人物
- 学生時代はレスリングの選手であり、引退後も15年間、レスリングの指導員であった[2][7]。